# Teen pop
Per teen pop si intende un genere di musica pop eseguito da idoli degli adolescenti e nella cui produzione, promozione, e marketing, le case discografiche si orientano espressamente verso un pubblico costituito da giovanissimi consumatori, di età preadolescenziale o adolescenziale, o a un pubblico ad esso affine.

## Descrizione
Il teen pop è un genere musicale nato per soddisfare i gusti di un pubblico giovanissimo (o che indulge a rimanere in tale età), ed è commercializzato, generalmente, attraverso la proposta discografica di figure di cantanti anch'essi molto giovani. Lo scopo delle etichette discografiche è quello di dedicarsi perlopiù a un pubblico minorenne, puntando più sull'immagine veicolata dall'artista che sulla stessa musica. Solitamente, infatti, il brano viene composto dai produttori più che dagli artisti proposti. Tutto ciò, quindi, avviene adottando tecniche che favoriscono un successo sicuro, puntando su un'immagine accattivante, che possa affascinare l'ascoltatore, con una musica assimilabile, leggera e di facile ascolto.
La sonorità di questo genere sono semplici, orecchiabili e pulite. I brani teen pop sono eseguiti attraverso un apparato strumentale essenziale (chitarra, basso, batteria e sintetizzatore), si basano su un numero ridotto di accordi che non fanno parte di giri armonici, i bridge e i riff si differenziano raramente dal resto del brano e le tonalità rimangono sulla stessa ottava. La maggior parte delle canzoni teen pop durano circa 3 o 4 minuti di durata e trattano temi che hanno a che fare con l'adolescenza.

### Divismo
Il fenomeno commerciale del teen pop si accompagna alle manifestazioni di divismo tipiche dell'intero movimento della pop music e delle produzioni musicali e artistiche della cultura di massa: in tal senso, i protagonisti di questo genere musicale tra anni novanta e duemila sono i fruitori di una corrente della tendenza idolatrica pop le cui manifestazioni, iniziate già negli anni quaranta del XX secolo, sono poi esplose negli anni sessanta e settanta, attraverso una tradizione ereditata e continuata, nell'epoca del ripiegamento e riflusso degli anni ottanta e novanta, dal "pop artificiale ed edulcorato" di Madonna e Michael Jackson.

## Storia

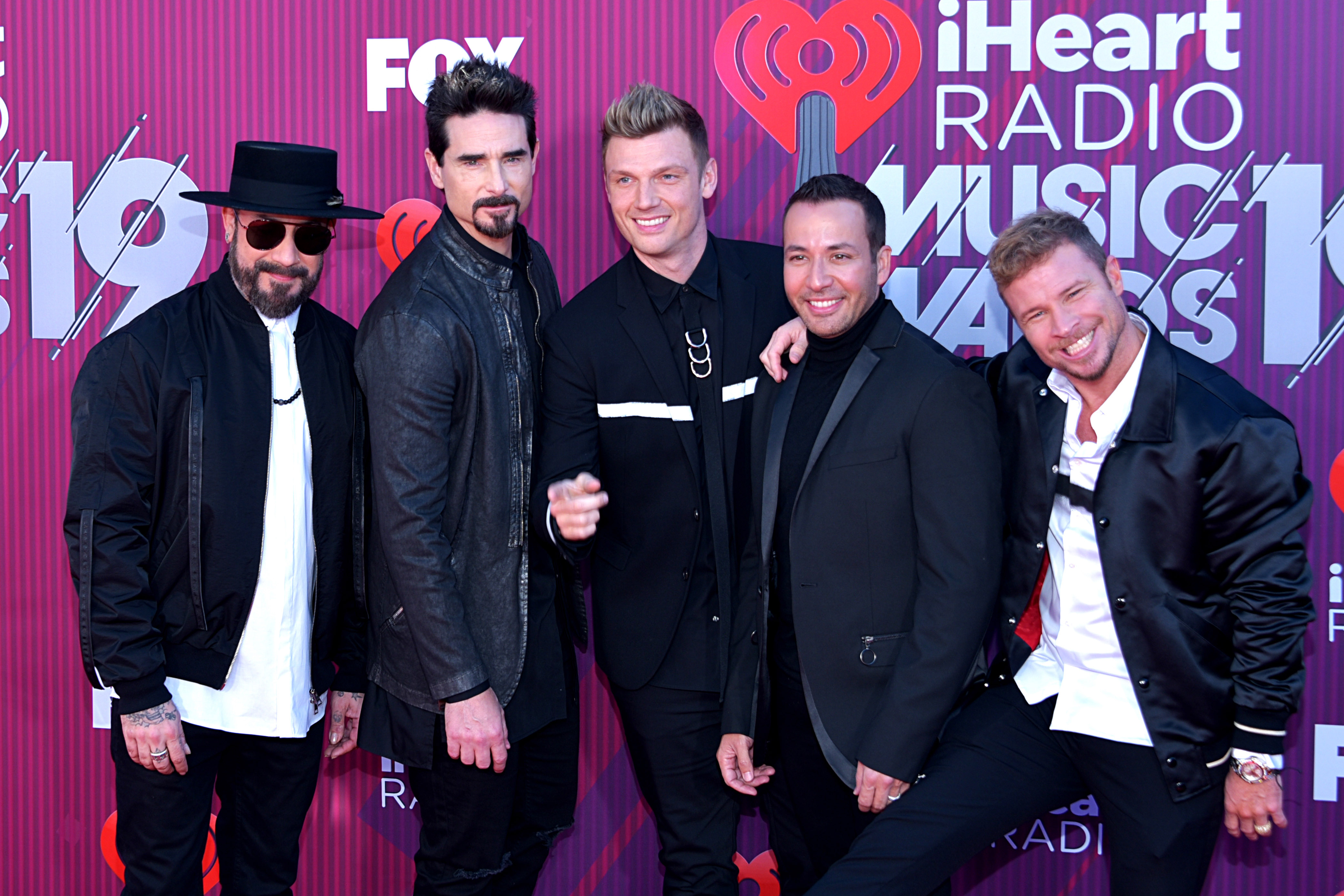
I Backstreet Boys nel 2019

Sebbene, il fenomeno degli idoli degli adolescenti esista da molti anni, come confermano il compositore ungherese Franz Liszt, i due jazzisti Roger Wolfe Kahn e Rudy Vallée, entrambi celebri negli anni venti del Novecento e Frank Sinatra, divenuto una celebrità già a partire dalla metà del Novecento, i primi artisti teen pop risalgono tra la fine degli anni cinquanta e i primi anni del decennio seguente. Il fenomeno del teen pop comprendeva molti esponenti di musica leggera e rock 'n' roll statunitensi e britannici tra cui Elvis Presley, Tommy Sands, Sal Mineo, Cliff Richard, Frankie Avalon e Annette Funicello. Durante i primi anni sessanta, con la decadenza del rock 'n' roll, il teen pop perse in aggressività e divenne più edulcorato. In questa nuova fase lo stile venne rappresentato da Bobby Vee, Lou Christie, Neil Sedaka, Connie Francis e Brian Hyland.
Negli anni settanta si fecero portavoce del teen pop artisti come David Cassidy e Cher, che, assieme a Sonny Bono, prendeva parte a spettacoli televisivi quali The Nitty Gritty Hour e The Sonny & Cher Comedy Hour.
Tra la fine degli anni ottanta e la metà degli anni novanta, quando gli artisti teen pop si orientarono sulle sonorità di generi come dance pop e urban, si assistette al periodo di massima espansione del teen pop a seguito del successo di boy band come Take That, Backstreet Boys, *N Sync, Hanson, Westlife, 5ive e Boyzone, e al successo di girl group come Spice Girls, All Saints e Destiny's Child. Alla fine degli anni novanta si affermano anche i primi cantanti solisti che diventano idoli per gli adolescenti come Britney Spears, Christina Aguilera, Justin Timberlake, Jessica Simpson e Mandy Moore.
Nei primi anni duemila, il teen pop è rappresentato da artisti come Avril Lavigne, i Blue, Hilary Duff, Rihanna, Chris Brown, Lindsay Lohan, Jesse McCartney e Ashlee Simpson.
Alla fine degli anni 2000 e inizio anni 2010 si affermano cantanti solisti come Katy Perry, Miley Cyrus, Demi Lovato, Ariana Grande, Selena Gomez e Justin Bieber, ma anche gruppi come Jonas Brothers e One Direction.